# Rhodostrophia linguata
Rhodostrophia linguata är en fjärilsart som beskrevs av Edward P. Wiltshire 1966. Rhodostrophia linguata ingår i släktet Rhodostrophia och familjen mätare. Inga underarter finns listade.